# قاي روز
قاي روز (بالإنجليزية: Guy Rose)‏ هو رسام أمريكي، ولد في 3 مارس 1867 في سان غابريل في الولايات المتحدة، وتوفي في 17 نوفمبر 1925 في باسادينا في الولايات المتحدة.